# Paracarea
Paracarea is een geslacht van vlinders van de familie visstaartjes (Nolidae), uit de onderfamilie Chloephorinae.

## Soorten
- P. rubiginea Bethune-Baker, 1906